# Planprocessen
Planprocessen i Sverige regleras formellt i plan- och bygglagen (PBL) och syftar till att pröva om ett förslag till markanvändning är lämpligt. I processen skall allmänna och enskilda intressen vägas mot varandra. Samråd skall ske med personer som berörs av förslaget och fackinstanser av olika slag ska ges tillfälle att bedöma förslaget.
Planprocessen sker inom det kommunala planmonopolet och kan avse detaljplan eller översiktsplan och skedde tidigare som normalt eller enkelt planförfarande, där  skillnaden i huvudsak innebar att enkelt planförfarande varken krävde program eller utställning. Lagändringar 1 jan 2015 har syftat till en enklare planprocess, så att det enkla i stället blivit norm med beteckningarna antingen ”standardförfarande” eller ”utökat förfarande”.

## Normalt planförfarande
- Planbeställning (politiskt beslut om ny plan)
- Program (översiktligt dokument som redovisar utgångspunkter och mål för planen)
  - Upprätta program
  - Programsamråd
  - Bearbetning av programförslaget
  - Politiskt ställningstagande
- Planförslag
  - Upprätta planförslag
    - Ev. upprätta MKB

  - Plansamråd (sakägare, myndigheter, förvaltningar, intresseorganisationer)
    - Yttranden

  - Upprätta samrådsredogörelse
  - Bearbetning av planförslaget
  - Politiskt ställningstagande
- Utställning
  - Yttrande
    - Utlåtande
- Antagande av planen
  - Upprätta antagandehandling
  - Politiskt ställningstagande (av kommunstyrelse, kommunfullmäktige eller byggnadsnämnd)
- Prövning
  - Ev. överklagande
    - Ev. överklagande till regeringen
- Laga kraft
  - Arkivering
- Fastighetsbildning och bygglov
- Genomförandetid

## Enkelt planförfarande
- Planbeställning (politiskt beslut om ny plan)
- Planförslag
  - Upprätta planförslag
    - Ev. upprätta MKB

  - Plansamråd (sakägare, myndigheter, förvaltningar, intresseorganisationer)
    - Yttranden

  - Upprätta samrådsredogörelse
  - Bearbetning av planförslaget
- Antagande
  - Upprätta antagandehandling
  - Politiskt ställningstagande
- Prövning
  - Ev. överklagande
    - Ev. överklagande till regeringen
- Laga kraft
  - Arkivering
- Fastighetsbildning och bygglov
- Genomförandetid